# Station Nordenham
Station Nordenham (Bahnhof Nordenham) is een spoorwegstation in de Duitse plaats Nordenham, in de deelstaat Nedersaksen. Het station ligt aan de spoorlijn Hude - Nordenham-Blexen. Voor reizigerstreinen is station Nordenham het eindpunt, goederentreinen kunnen verder rijden naar diverse bedrijven. Op het station stoppen alleen Regio-S-Bahntreinen van Bremen en Nedersaksen. Het station telt één perronspoor.
De oude lijn naar Eckwarderhörne werd in 1956 voor reizigersvervoer en in 1968 geheel gesloten.

## Treinverbindingen
De volgende treinserie doet station Nordenham aan:
| Serie | Treinsoort                  | Route                                       | Bijzonderheden |
| ----- | --------------------------- | ------------------------------------------- | -------------- |
| S4    | Regio-S-Bahn (NordWestBahn) | Bremen Hbf – Delmenhorst – Hude – Nordenham |                |